# Orde van Oman

Civiele divisie

De Orde van Oman werd door Sultan Qaboos op 23 juli 1970 ingesteld en in 1976 en 1982 hervormd. De Sultan besloot in 1982 dat de Meest Eerbare Orde van Oman (Wisam Al-Sharif Al-Oman) de bijzondere, voor "Sharrief" oftewel zeer eerbare lieden gereserveerde graad van de orde zou zijn. Deze bijzondere graad draagt een keten.
Guy Stair Sainty schrijft dat de "Wisam Al-Sharif Al-Oman" in 1982 ter gelegenheid van een staatsbezoek aan Londen werd ingesteld en sindsdien niet meer werd toegekend.
De Orde van Oman (Wisam al-Oman) bestaat verder uit een Tweede, Derde, Vierde en Vijfde Graad die allen in een militaire en een civiele divisie worden toegekend. Het lint van de orde is rood met twee brede groene strepen langs de rand voor de "Sharif" en blauw met twee brede rode strepen langs de rand voor de andere graden.
Dat de eerste graad van een orde een aparte orde met een lint in afwijkende kleuren is is iets dat men bij meer ridderorden aantreft. De Japanse Orde van de Chrysanthemum is een bekend voorbeeld maar ook bij de orden van de Maleisische sultans komt het vaak voor.
Het kleinood van de orde is een onregelmatige ster met zes punten. De lagere klassen krijgen kleinoden met vijf punten. De ster van de bijzondere klasse heeft witte armen en een wit medaillon. De Ster van de Eerste Klasse heeft rode armen en een medaillon met rode ring.
| Batons van de Orde van Oman | Batons van de Orde van Oman |
| --------------------------- | --------------------------- |
| Militaire divisie           | Civiele divisie             |